# Nam Hải, Nam Trực
Nam Hải là một xã thuộc huyện Nam Trực, tỉnh Nam Định, Việt Nam.
Xã Nam Hải có diện tích 6,46 km², dân số năm 1999 là 6454 người, mật độ dân số đạt 999 người/km².